# روبرت روجرز
روبرت روجرز (27 مايو 1902 في المملكة المتحدة - 2 مايو 1976 في المملكة المتحدة) (بالإنجليزية: Rupert Rogers)‏ هو لاعب كريكت بريطاني (وحمل سابقاً جنسية المملكة المتحدة لبريطانيا العظمى وأيرلندا).

## وصلات خارجية
- روبرت روجرز على موقع إي آس بي آن كريك إنفو (الإنجليزية)